# ژرژیک آبراهامیان
ژرژیک آبراهامیان (ارمنی: Ժորժիկ Աբրահամեան؛ زاده ۱۹۵۲ میلادی)، سیاستمدار ارمنی‌تبار اهل ایران و نماینده ارمنی‌های اصفهان و جنوب در دوره‌های ششم (۲۰۰۰–۲۰۰۴) و دهم (۲۰۱۶–۲۰۲۰) مجلس شورای اسلامی می‌باشد.

## زندگی‌نامه
ژرژیک آبراهامیان ۱۹۵۲ میلادی (۱۳۳۱ خورشیدی) در تهران به دنیا آمد و پس از طی تحصیلات ابتدایی و متوسطه در مدارس آراکس و کوشش داوتیان تهران تحصیلات دانشگاهی خود را در رشتهٔ زبان و ادبیات ارمنی در دانشگاه اصفهان به اتمام رساند. آبراهامیان پس از طی دورهٔ سربازی، با درجهٔ ستوانی، فعالیت در حوزهٔ آموزشی را برگزید و در «دبیرستان ملی کانانیان ارمنیان جلفای اصفهان» به تدریس پرداخت لیکن پس از چندی فعالیت آموزشی را رها ساخت و به فعالیت در «حوزهٔ صنایع و پردازش فلزات خام» روی آورد. ژرژیک آبراهامیان دارای لیسانس آرمنولوژی می‌باشد. وی متأهل و دارای سه فرزند است.

## فعالیت‌ها
- فعالیت در شورای آموزشی مدارس ارمنیان وابسته به شورای خلیفه‌گری
- عضویت در مجمع ملی سراسری ارمنیان، وابسته به حوزهٔ دینی سیلیسه
- مدیریت انتشارات کودکان و نوجوانان دکتر مسروپ بالایان
- ایراد سخنرانی‌های متعدد به مناسبت‌های گوناگون در محافل ارمنیان
- پیگیری منافع حقوقی ـ اجتماعی جامعهٔ ارمنی
- حمایت و پشتیبانی از حقوق و آزادی‌هایی که در قانون اساسی جمهوری اسلامی پیش‌بینی شده است
- توسعه و تحکیم روابط متقابل بین دولت جمهوری اسلامی ایران و جمهوری ارمنستان
- طرح برنامهٔ شناسایی نسل‌کشی ارمنیان از سوی مجلس شورای اسلامی